# Fast Times at Barrington High
Fast Times at Barrington High è il terzo e ultimo album in studio del gruppo musicale statunitense The Academy Is..., pubblicato nel 2008.

## Tracce
1. About a Girl – 3:30
2. Summer Hair = Forever Young – 3:39
3. His Girl Friday – 3:41
4. The Test – 3:29
5. Rumored Nights – 3:45
6. Automatic Eyes – 3:26
7. Crowded Room – 3:07
8. Coppertone – 3:18
9. After the Last Midtown Show – 5:13
10. Beware! Cougar! – 3:38
11. Paper Chase – 3:30
12. One More Weekend – 3:43

## Formazione
Gruppo
- William Beckett – voce, chitarra, piano
- Mike Carden – chitarra, cori
- Adam T. Siska – basso, cori
- Andy "The Butcher" Mrotek – batteria, percussioni, cori
- Michael Guy Chislett – chitarra, cori

Collaboratori
- Gabe Saporta – voce (traccia 7)
- Mason Musso – voce (7)
- Andrew McMahon – piano (9)
- Ryland Blackinton – voce (1)
- Alex Suarez – voce (3)
- Blake Healy – piano (2 e 3)